# Mamsell
Mamsell (del francés Mademoiselle) era un título sueco honorífico utilizado para las mujeres solteras de alrededor de mediados del siglo XVII. Fue utilizado sobre todo para las mujeres de clase media y las mujeres en las ciudades. El título utilizado por primera vez para las mujeres solteras en Suecia fue Jungfru. En el siglo XVIII, Mamsell se hizo común, aunque las nobles solteras eran llamadas Fröken (señorita). Del mismo modo, el título de Fru (señora) se utilizó solo para mujeres nobles casadas y a las mujeres casadas de clase media se les llamaba Madam (del francés: Madame). Después de la reforma parlamentaria que abolió el Riksdag de los estados en 1866, el título de Fröken se permitió para todas las mujeres solteras y el título Mamsell, así como el equivalente para las casadas Madam, dejaron de ser utilizados.